# Verrebroekdok

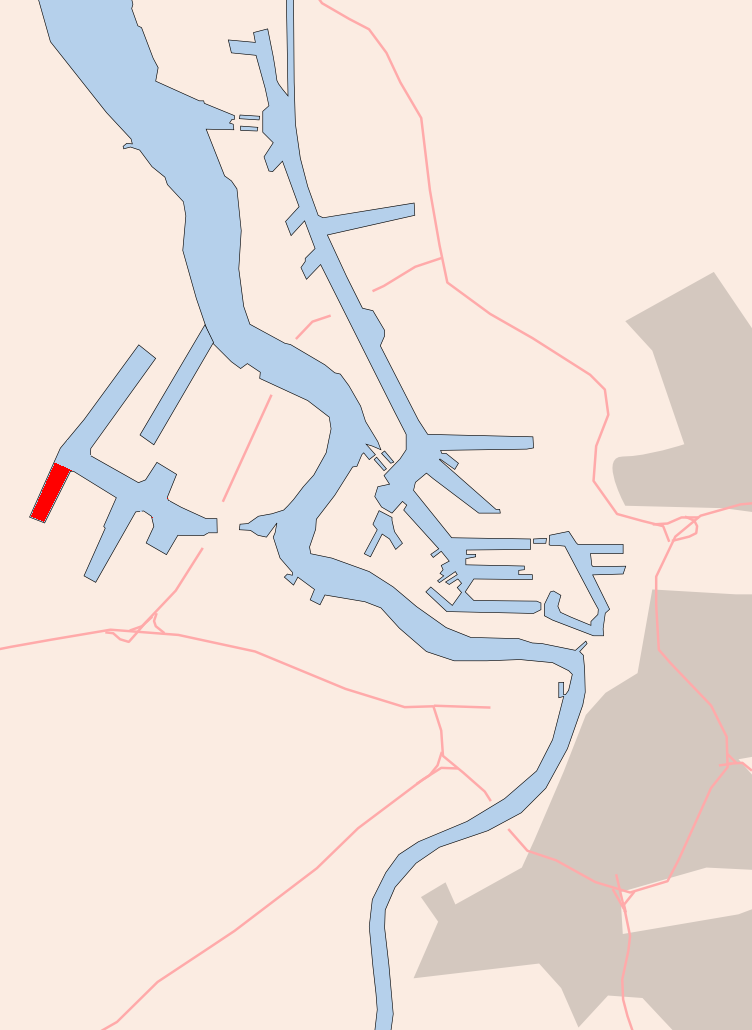
Locatie

Het Verrebroekdok is een dok op de linkerscheldeoever in de Antwerpse haven. Het werd gebouwd in drie fasen. De bouw is begonnen op 1 september 1996, het eerste zeeschip meerde midden 2000 aan aan het dok. Het dok heeft een spooraansluiting en verscheidene magazijnen staan op de achterliggende gronden. Het dok ligt ten oosten van het dorp Verrebroek.
Het Verrebroekdok zal, wanneer volledig ontwikkeld, even lang als het Vrasenedok zijn, namelijk 1.900 meter en ongeveer 400 meter breed met een diepgang van 14,58 meter.
Het dok ligt evenwijdig met het Vrasenedok en is het verste westelijk gelegen dok van de Antwerpse haven. De hoofdzakelijke activiteit bestaat uit de verhandeling van gemotoriseerde voertuigen.
Het dok is nog niet volledig ontwikkeld maar de verdere ontwikkeling staat in de toekomst wel gepland. Dit is een van de prioriteiten van het Gemeentelijk Havenbedrijf Antwerpen.
Op de Antwerpse rechteroever van de Schelde:
Albertdok · Amerikadok · Asiadok · Bevrijdingsdok · Bonapartedok · Churchilldok · Derde Havendok · Eerste Havendok · Graandok · Hansadok · Houtdok · Industriedok · Kanaaldok · 
Kattendijkdok · Kempisch dok · Kooldok · Leopolddok · Lobroekdok · Margueriedok · Marshalldok · Noordschippersdok · Petroleumdok · Sasdok · Schippersdok · Schuildok voor Lichters · Siberiadok · Steendok · Straatsburgdok · Suezdok · Tweede Havendok · Verbindingsdok · Vierde Havendok · Vijfde Havendok · Willemdok · Zesde Havendok · Zuiderdokken
Op de Oost-Vlaamse linkeroever van de Schelde:
Deurganckdok · Doeldok · Noordelijk Insteekdok · Saeftinghedok · Verrebroekdok · Vrasenedok · Waaslandkanaal · Zuidelijk Insteekdok